# アイケ・インメル
アイケ・ハインリヒ・インメル（Eike Heinrich Immel 、1960年11月27日 - ）は、西ドイツ・シュタットアレンドルフ出身の元サッカー選手。元西ドイツ代表。ポジションはGK。

## 経歴
西ドイツ代表では長年の間、第2もしくは第3キーパーであり、出場は19試合ながら、1980年の欧州選手権で優勝、1982年のFIFAワールドカップ・スペイン大会、1986年のFIFAワールドカップ・メキシコ大会に参加、それぞれの大会で控え選手として準優勝。1988年のUEFA欧州選手権において、ようやくレギュラーとしてプレーした。
1987年にボルシア・ドルトムントでデビュー、1986年まで在籍した。1986年からはVfBシュトゥットガルトで9シーズンプレー、リーグ戦通算287試合に出場した。この間、1988-89年シーズンUEFAカップで準優勝、1991-92年度にリーグ優勝を果たした。1995年から引退までの2シーズンをマンチェスター・シティFCで過ごした。

## タイトル
- 西ドイツ
  - UEFA欧州選手権優勝 : 1980
  - FIFAワールドカップ準優勝 : 1982, 1986